# Resursa Obywatelska (Radom)

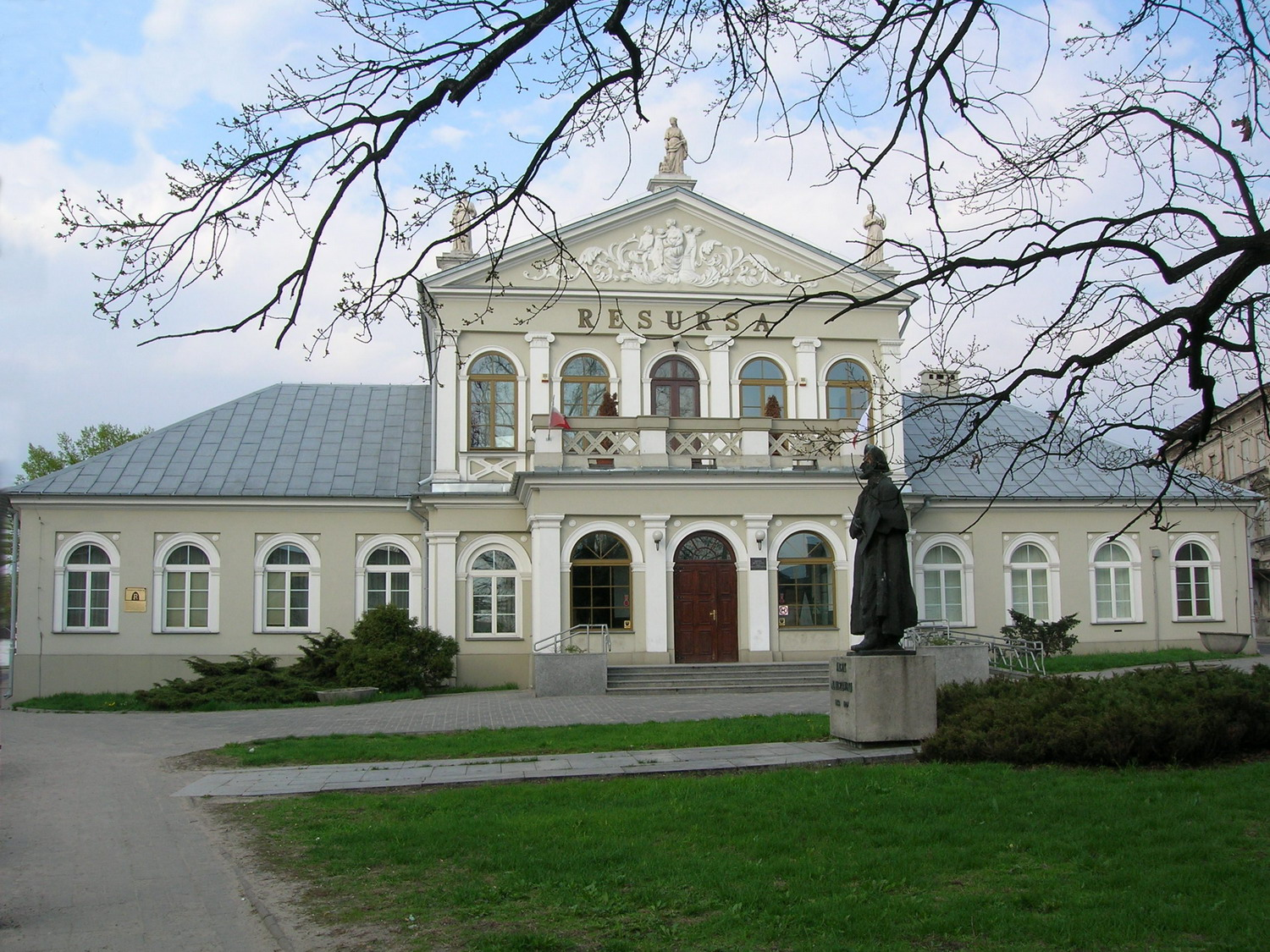
Resursa Obywatelska, Vorderansicht (2006)

Die Resursa Obywatelska (übersetzt etwa: Bürgergesellschaft) ist ein denkmalgeschütztes Kulturzentrum im klassizistischen Stil in Radom in der Woiwodschaft Masowien in Polen. Das Gebäude wird als Kultur- und Kunsthaus Ośrodek Kultury i Sztuki „Resursa Obywatelska” (OKiSz) genutzt und steht nordwestlich der Stadtmitte in der ulica Malczewskiego 16. Namensgebend war die 1829 gegründete Bürgerstiftung Resursa Obywatelska.

## Lage und Geschichte
In der ehemaligen Warschauer Straße wurde 1846 bis ein Neubau für das 1829 gegründete Sankt Alexander-Krankenhaus errichtet. Das benachbarte Gebäude der Resursa wurde von 1851 bis 1852 nach einem Entwurf des Architekten Ludwik Radziszewski auf einem Grundstück des Krankenhauses im Stil des Klassizismus errichtet. Im Jahr 1851 wurde das Krankenhaus nach Sankt Kasimir umbenannt. Die Erträge des Veranstaltungshauses Resursa sollten der Finanzierung der Krankenanstalt dienen. Die ebenfalls 1829 gegründete Bürgerstiftung Resursa Obywatelska mietete das Haus bis 1914 an. Unterbrochen wurde dies in der Zeit um den Januaraufstand von 1863, in der General Alexander Kleonakowitsch Uschakow im Gebäude von 1861 bis 1867 seine Dienststelle einrichtete und im Ballsaal zwei Rotten eines Infanterieregiments einquartierte. Nach der Rückgabe fanden in der Resursa Maskenbälle, Konzerte, Theateraufführungen und Vortragsveranstaltungen statt. Das Gebäude wurde 1890 erweitert.
In der Zeit des Ersten Weltkriegs und des Polnisch-Sowjetischen Kriegs diente es als Militär- bzw. städtisches Lazarett. Von 1922 bis 1939 wurden wieder Theatervorstellungen zu Gunsten der Krankenhäuser gegeben. In der Deutschen Besatzungszeit von 1939 bis 1945 fungierte es als „Deutsches Haus“. Bei einem Attentat kam am 23. April 1943 der Polizeioffizier Fritzmann ums Leben und zwölf deutsche Soldaten wurden verletzt.
Nach dem Krieg war es Kulturzentrum der Radomer Industriebetriebe und 1955 wurden die Kinos Przyjaźń (Freundschaft) und Pokolenie (Generation) eröffnet. Das Kultur- und Kunstzentrum besteht seit 1986. Es ging 1999 von der aufgelösten Woiwodschaft Radom in städtischen Besitz über. Das benachbarte Krankenhaus wurde 2002 geschlossen und beherbergt heute ein Hotel.

## Beschreibung
Das Haus ist ein eingeschossiger Bau mit 13 Fensterachsen. Der fünfachsige Mittelrisalit ist zweigeschossig und hat einen dreiachsigen Portikus mit Balkon im zweiten Geschoss. Der Dreiecksgiebel zeigt ein Flachrelief der Caritas mit drei Kinderfiguren. Er wird von drei Statuen der Musen Thalia, Melpomene und Euterpe bekrönt. Durch die vielfältigen Nutzungen bedingt ist die ursprüngliche Innengestaltung nicht erhalten.
Vor dem Bauwerk wurde am 19. September 1985 ein Denkmal für Jacek Malczewski enthüllt. Von drei „Eichen der Freiheit“ des Jahres 1919 ist noch eine Dąb Wolności erhalten.